# Poveda de las Cintas
Poveda de las Cintas – gmina w Hiszpanii, w prowincji Salamanka, w Kastylii i León, o powierzchni 23,74 km². W 2011 roku gmina liczyła 255 mieszkańców.